# عائلة دون اسم
عائلة بدون اسم (بالفرنسية: Famille-sans-nom)‏، (بالإنجليزية: Family Without a Name)‏ هي رواية من تأليف الروائي جول فيرن صدرت عام 1889.